# Pietenfeld (Adelschlag)
Pietenfeld ist ein Gemeindeteil von Adelschlag und eine Gemarkung im Landkreis Eichstätt im Naturpark Altmühltal. Am 1. September 2023 hatte der Gemeindeteil 964 Einwohner.

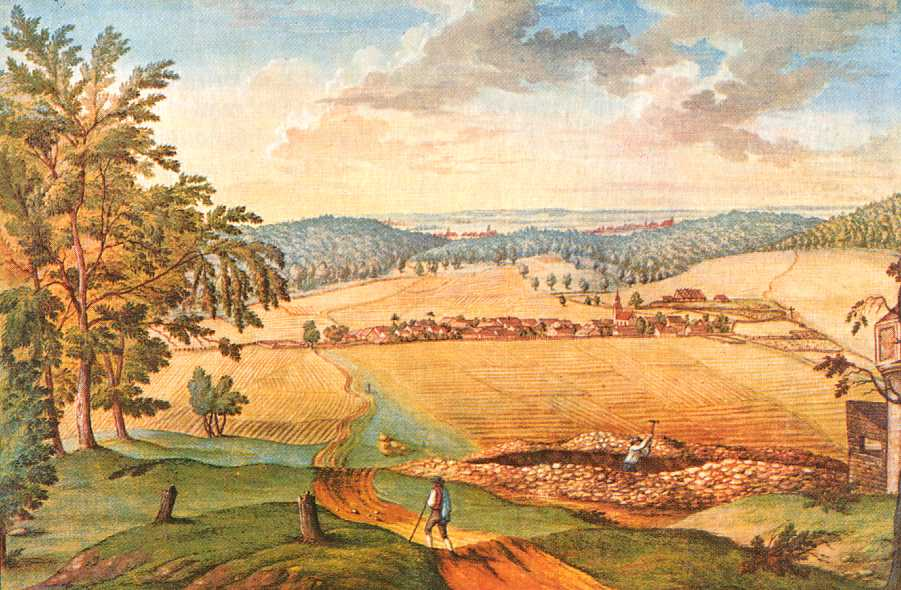
Pietenfeld. Zeichnung von Dismas Bachmayr, 1835

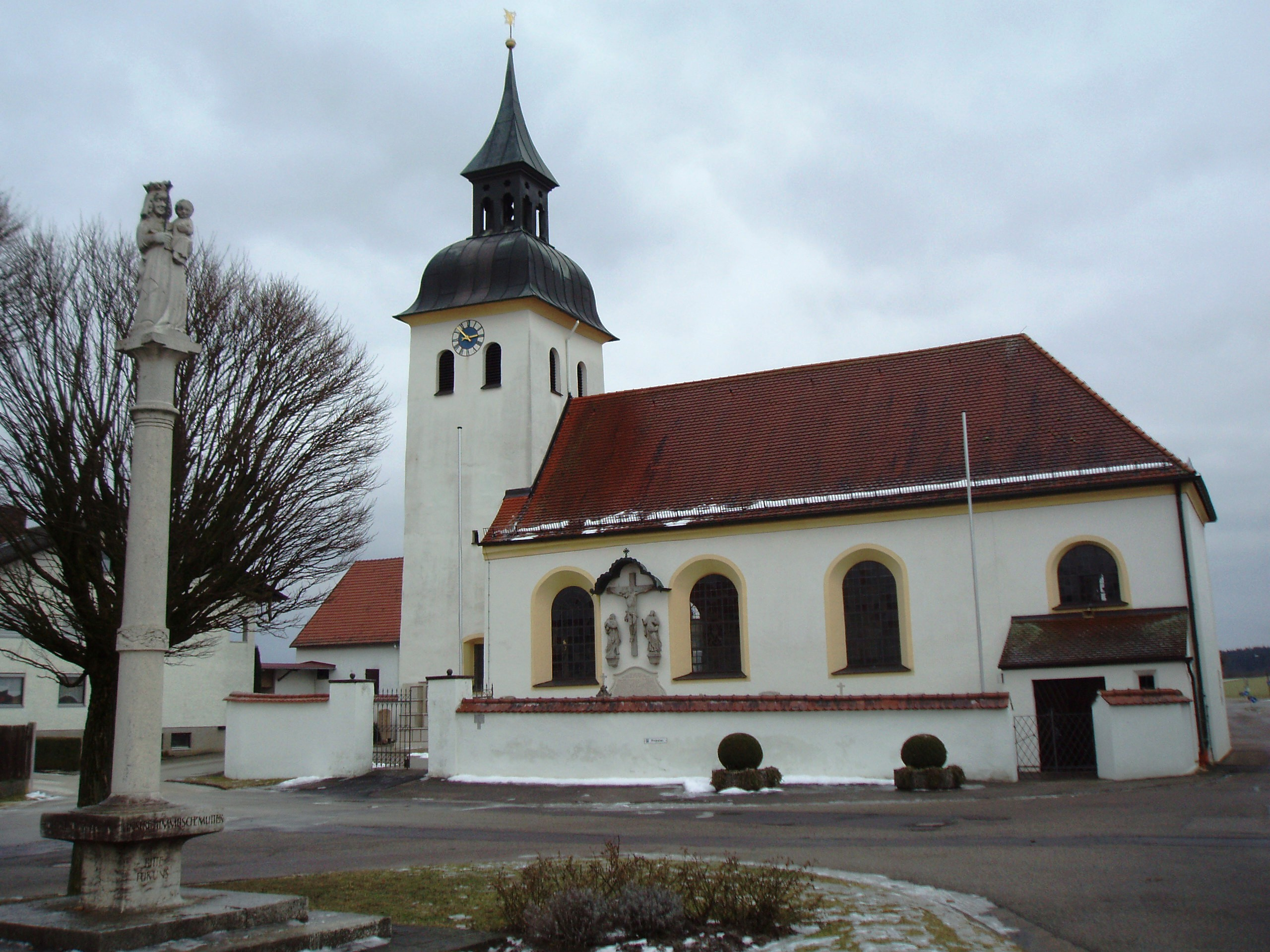
Pietenfeld, Kirche St. Michael mit Mariensäule

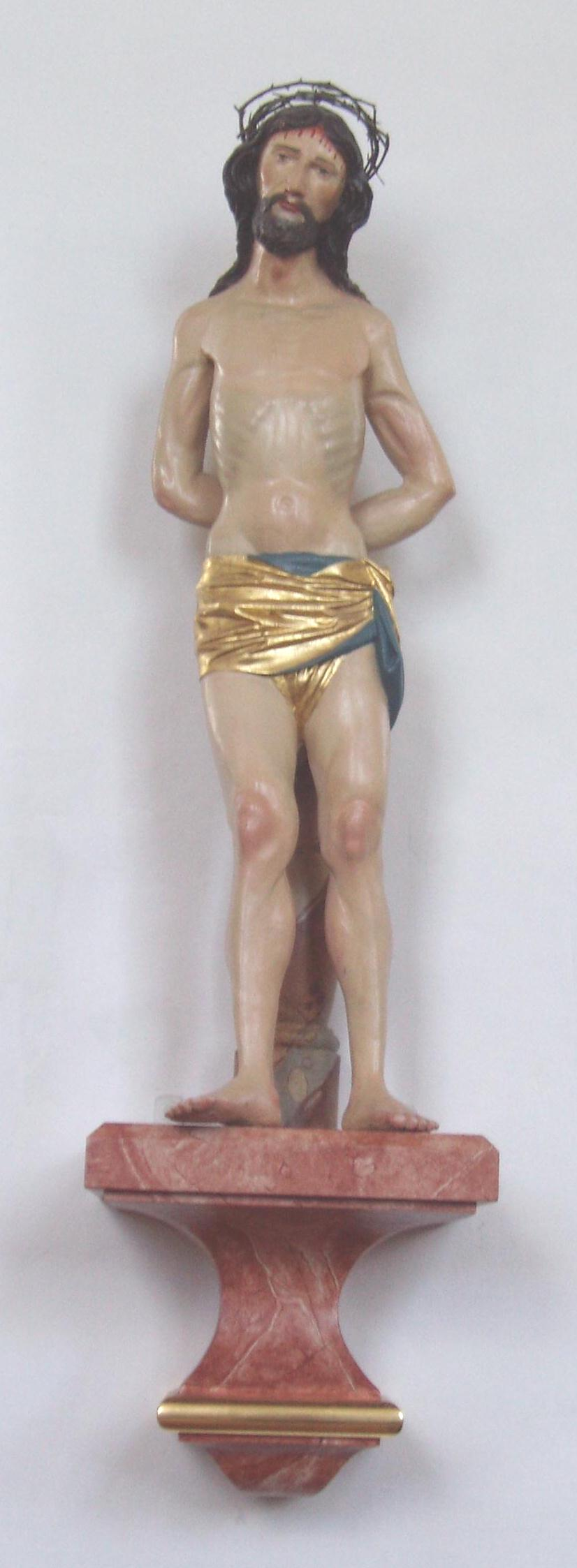
Erbärmdechristus, 15. Jh.

## Lage
Das Pfarrdorf Pietenfeld liegt auf Albhochfläche der Südlichen Frankenalb südlich des Altmühltales an der Bundesstraße 13 zwischen Eichstätt und Eitensheim, etwa sieben Kilometer von Eichstätt in südöstlicher Richtung entfernt. Die geographischen Koordinaten lauten: 48,858 Breitengrad und 11,237 Längengrad.
Auf der Gemarkung Pietenfeld liegen die Orte der ehemaligen Gemeinde, Pietenfeld, Pietenfeld an der Leithen, Weißenkirchen und Ziegelhütte.

## Geschichte
Jäger und Sammler der älteren und mittleren Steinzeit und jungsteinzeitliche Wanderbauern hinterließen in der Pietenfelder Flur und im Ortskern Spuren. Auch Kelten lassen sich hier nachweisen. Am heutigen Ortsrand führte die Römerstraße von Nassenfels nach Pfünz vorbei.
Der Ort gehörte vermutlich zur Grundausstattung des Bistums Eichstätt seit dem 8. Jahrhundert. 908 wird er als „Puttinveld“, wohl zurückgehend auf Puto als einem Personennamen, erstmals urkundlich erwähnt. Zu diesem Zeitpunkt hatte der Ort bereits 101 Häuser, war also von nicht unbedeutender Größe. 1134 übergab ein Priester Hartwig dem Eichstätter Benediktinerinnenkloster St. Walburg ein kleines Gut in Pietenfeld. Von 1142 bis 1315 ist ein Ortsadel nachgewiesen; ob er eine Burg besaß, ist nicht geklärt. 1298 kam es infolge des Rindfleisch-Pogroms auch in Pietenfeld zu einer Judenverfolgung, wie das Nürnberger Memorbuch und das Memorbuch Charlevilles berichten.
1305 wurde Pietenfeld in der Auseinandersetzung um die Hirschberger Erbschaft – der Eichstätter Schutzvogt Graf Gebhard VII. von Hirschberg war kinderlos gestorben – dem Hochstift Eichstätt zugesprochen. 1480 wurde Pietenfeld Filiale der Pfarrei Adelschlag, 1629 der Pfarrei Preith. Im Dreißigjährigen Krieg lagerten 1632 schwedische Truppen in Pietenfeld, bevor sie nach Ingolstadt weiterzogen. Von 1666 ab wurde der Ort von Eichstätt aus versehen. Erst 1674 erhielt Pietenfeld den Rang einer eigenständigen Pfarrei, der als Filialen Pfünz und Landershofen und die Kapelle von Weißenkirchen angeschlossen waren. 1719 wurde von der Pfarrei ein neues Schul- und Mesnerhaus erbaut.
Während der Hexenverfolgung im Hochstift Eichstätt wurden mindestens elf Frauen und drei Männer aus Pietenfeld und Pietenfeld an der Leithen (seit 1978 zu Landershofen (Eichstätt)) wegen Hexerei angeklagt und zum Tode verurteilt. Zwei der Hinrichtungen fanden 1603, acht 1617 und vier weitere 1618 statt. Betroffen war auch die Wirtsfamilie Guettmann, die zwei Söhne und deren Mutter zu beklagen hatten.
Nach der Säkularisation wurde 1808 unter bayerischer Herrschaft ein „Steuerdistrikt Pietenfeld“ gebildet, zu dem auch das zweieinhalb Kilometer westlich gelegene Weißenkirchen gehörte; 1818 bildeten beide Orte die politische Gemeinde Pietenfeld im mittelfränkischen Bezirk Eichstätt. Diese kaufte 1852 von der geistlichen Gefällstiftung den Zehentstadel, um dort 1854 ein neues Schulhaus zu errichten. Das alte, veräußerte Schulhaus kaufte die Gemeinde 1899 zurück, um an seiner Stelle den Friedhof zu erweitern. 1911 erbaute sie noch einmal ein größeres Schulhaus. Bei der Volkszählung 1861 hatte die Gemeinde Pietenfeld 443 Einwohner und 114 Gebäude in sechs Orten. Davon 400 Einwohner im Ort Pietenfeld und 26 in Weißenkirchen.
Von dem Bau der Bundesstraße 13 führte die Verbindungsstraße zwischen Pietenfeld und Eichstätt über Weißenkirchen beim Parkhaus und beim Frauenberg vorüber wesentlich steiler als die heutige Bundesstraße ins Altmühltal hinunter.
Die Pietenfelder Flur, in eine leicht nord-südlich geneigte Talmulde eingebettet, besteht größtenteils aus fruchtbaren, im Jura selten anzutreffenden Lößböden; dies erklärt auch das Alter des Ortes. Pietenfeld ist auch heute noch landwirtschaftlich orientiert; 1983 gab es hier bei 596 Einwohnern 17 Vollerwerbs- und 22 Nebenerwerbsbetriebe. Eine Flurbereinigung wurde bereits 1956 durchgeführt.
Im Zuge der Gebietsreform wurde der überwiegende Teil der Gemeinde Pietenfeld mit den Orte Pietenfeld, Weißenkirchen und Ziegelhütte am 1. Mai 1978 nach Adelschlag eingemeindet. Der Gemeindeteil Pietenfeld an der Leithen mit etwa 25 Einwohnern wurde in die Kreisstadt Eichstätt umgegliedert.
Siehe auch: Liste der Baudenkmäler in Pietenfeld

## Baudenkmäler
Siehe auch: Liste der Baudenkmäler in Pietenfeld

### Katholische Kirche St. Michael
Die Kirche wurde in der Romanik erbaut, die Untergeschosse des Kirchturms stammen noch aus dieser Zeit. 1689 wurde das Langhaus der baufällig gewordenen Kirche von dem Graubündner Giovanni Battista Camessina nach Plänen des Eichstätter fürstbischöflichen Hofbaumeisters Jakob Engel von 1662 und 1687 dreijochig neu aufgeführt. Die Bildhauerarbeiten wurden dem Eichstätter Christian Handschuher übertragen; sein Hochaltar wurde 1922 nach St. Martin in Nürnberg verkauft und durch ein Werk des Regensburger Bildhauers Jakob Helmer ersetzt. 1714 wurde der Turm neu mit Schindeln gedeckt, 1836 erhöht und mit einer Kuppelhaube mit vierseitiger Laterne versehen. 1731 wurde eine dritte, heute nicht mehr vorhandene Glocke angeschafft. 1897 erhielt die Pfarrkirche eine Orgel der Firma Bittner in Nürnberg, die 1976 durch eine Orgel der Firma Jann aus Regensburg ersetzt wurde. 1922 entstand das Deckengemälde durch Leonhard Toma und außer dem Hochaltar auch die Kanzel. Die beiden Seitenaltäre sind barocke Schöpfungen von 1730. Mehrere Holzfiguren stammen aus dem 17. und 18. Jahrhundert, ein Erbärmdechristus aus dem Ende des 15. Jahrhunderts. 1953/54 wurde die Kirche nach Westen hin erweitert. Auf einer steinernen Tafel sind sämtliche Pfarrer seit 1671 verzeichnet. In einer angebauten Kapelle findet man eine Ölbergszene mit „tüchtigen (Holz-)Rokokofiguren“ (Mader), wahrscheinlich von Joseph Anton Breitenauer (1722–1785). Eine steinerne barocke Kreuzigungsgruppe ist an der nördlichen Außenwand angebracht. Auf dem Platz vor der Kirche steht eine Mariensäule.
Bis 1976 hatte die Pfarrei einen eigenen Pfarrer, danach wurde sie von einem Eichstätter Domvikar mitversorgt. Heute wird die Pfarrei mit 747 Katholiken (Stand: 2003) vom Pfarrer von Möckenlohe mitversorgt. Der katholische Kindergarten St. Michael ist im Schulhaus von 1911 untergebracht. Es gibt eine Pfarrbücherei.

## Sonstiges
- Pietenfeld an der Leithen ist ein Gemeindeteil der Stadt Eichstätt und liegt im Altmühltal gegenüber von Eichstätt-Landershofen.
- An der Straße von Pietenfeld nach Pfünz liegt auf dem Kirchberg oberhalb von Pfünz ein teilweise wiederaufgebautes römisches Limes-Kastell. Die Flucht der ehemaligen Römerstraße ist auf eine Länge von circa 400 Metern von der heutigen Ortsverbindungsstraße Pietenfeld–Pfünz überbaut. Das 2,5 Hektar große Kastell Vetoniana (Seitenlänge 189 × 145 m) hebt sich durch einen erhöhten Wall noch deutlich im Gelände ab. Drei der vier Lagertore sind in den Grundmauern rekonstruiert bzw. konserviert. Der Doppelgraben vor der Mauer ist in den Jurafelsen eingeschlagen und deshalb – vor allem an der Westseite – gut erhalten.[6]
- 2007 wurde die Lücke des Radwanderweges Ingolstadt-Eichstätt mit dem letzten Teilstück zwischen Tauberfeld und Pietenfeld geschlossen.

## Persönlichkeiten
- Karoline Mayer (* 1943), in Pietenfeld aufgewachsen, Missionarin und Entwicklungshelferin